# Halicryptus spinulosus
Halicryptus spinulosus är en djurart som tillhör fylumet snabelsäckmaskar, och som beskrevs av von Siebold 1849. Halicryptus spinulosus ingår i släktet Halicryptus och familjen Priapulidae. Arten är reproducerande i Sverige. Inga underarter finns listade i Catalogue of Life.